# Ruperto Chapí
Ruperto Chapí (teljes nevén Ruperto Chapí y Lorente; (Villena, 1851, március 27. – Madrid, 1909. március 25.) spanyol zeneszerző. Főleg zarzueláiról és operáiról ismert. 

## Életpályája
Villenában, Alicante tartományban született 1851-ben. Apja borbély volt. Szülővárosában, majd Madridban tanult. A madridi konzervatóriumban Emilio Arrieta növendéke volt. Madridban hunyt el.
Gazdag életműve révén saját korában nagyon népszerű spanyol zeneszerzőnek számított. Szimfonikus és kórusműveket, valamint különböző hosszúságú zarzuelákat és operákat írt.

## Emlékezete
Villenában a Teatro Chapí őrzi a nevét.
Madridban szobra látható.

## Zenekari művei
- Sinfonía en Re (1879)[8][9]
- Fantasía Morisca (1873/1879)
- Combate de Don Quijote contra las Ovejas - Scherzo (1869)
- 4 vonósnégyes (OCLC 40528116)

## Főbb zarzuelái és operái
- Roger de Flor, opera 3 felvonásban (1878)
- Música clásica, zarzuela 1 felvonásban (1880)
- La serenata, opera 1 felvonásban (1881)
- La tempestad, zarzuela 3 felvonásban (1882)
- La bruja, zarzuela 3 felvonásban (1887)
- El milagro de la Virgen, zarzuela 3 felvonásban (1884)
- El rey que rabió, zarzuela 3 felvonásban (1891)
- Curro Vargas, zarzuela 3 felvonásban (1898)
- El tambor de granaderos, zarzuela 1 felvonásban (1894)
- Las bravías, zarzuela 1 felvonásban (1896)
- La revoltosa, zarzuela 1 felvonásban (1897)
- La chavala, zarzuela 1 felvonásban (1898)
- El barquillero, zarzuela 1 felvonásban (1900)
- El puñao de rosas, zarzuela 1 felvonásban (1902)
- La venta de Don Quijote, zarzuela 1 felvonásban (1902)
- Circe, opera 3 felvonásban (1902)
- La patria chica, zarzuela 1 felvonásban (1907)
- Margarita la tornera, opera 3 felvonásban (1909)

## Fordítás
- Ez a szócikk részben vagy egészben  a   Ruperto Chapí című angol Wikipédia-szócikk fordításán alapul.  Az eredeti cikk szerkesztőit annak laptörténete sorolja fel. Ez a jelzés csupán a megfogalmazás eredetét és a szerzői jogokat jelzi, nem szolgál a cikkben szereplő információk forrásmegjelöléseként.

## Külső hivatkozások
- El tambor de los granaderos, prelude. YouTube